# 上古漢語濁輔音韻尾假說
上古漢語濁輔音韻尾假說是有關上古漢語語音的假說，指上古音韻尾不明的陰聲韻其韻尾為濁輔音。陸志韋、李方桂、丁邦新等學者認為，上古漢語中陰聲韻用濁塞音（-b 、-d、-g）作韻尾，故可以和入聲韻通押。這樣則上古漢語中沒有開音節，這樣的語言是否存在還需要語言類型學相關研究的支持。但是即使這樣，陰聲韻和陽聲韻、入聲韻相對的地位沒有改變，被劃入陰聲韻的字也沒有改變類別。

## 證據
以《詩小雅·出車》一章為例，按中古漢語擬音：
我出我車，于彼牧矣。自天子所，謂我來矣。
召彼僕夫，謂之載矣。王事多難，維其棘矣。
牧、來、載、棘四字分別為入聲[ -k]尾、平聲、上聲及入聲[ -k]尾。並不押韻﹐不符合《詩經》體裁，故推來、載二字在上古時代韻尾為[*-g]。
另外，突厥語碑文中有一個詞「čigsiš」譯自漢代官職刺史，故此可以推斷漢代漢語擁有[ -g]韻尾。
又如賴、懶、癩擁有同一聲旁，故推斷其韻尾分別為[*-d]、[*-n]、[*-t]。

## 质疑
- 王力指出，如果陰聲韻有一套濁輔音韻尾，那么上古汉语将会成为開音節十分贫乏的语言，这种语言是不可能存在的。王力否认上古汉语有过非鼻音濁輔音韻尾[2]；
- 陈新雄指出，清浊辅音间相差细微，如果构拟濁輔音韻尾，陰聲韻和入声韵的关系就会更为密切，平上声与入声的关系也应该和去声与入声的关系一样密切，但事实不支持这点[2]；
- 何九盈指出，许多古音现象都可以或多或少地得到方言资料的印证，但上古汉语浊辅音韵尾假说没有残存痕迹和方言资料的印证[2]。

## 消失過程
假如陰聲字有韻尾，[ -b]、[ -g]及[ -d]應該存在，並逐漸消失。由於《詩經》並無[ -b]與[ -p]押韻的痕跡，故此可認為上古早期的[*-b]演變成[*-d]。根據存世文獻的押韻原則，[*-g]應從東漢末年消失。[*-d]則最遲在陳亡時消失。
此外，丁邦新也推测上古音有濁輔音韻尾“*-gw”（从魏晋时期消失）和*-r（从西汉末年消失）。